# Graphomya
Graphomya är ett släkte av tvåvingar. Graphomya ingår i familjen husflugor.

## Bildgalleri

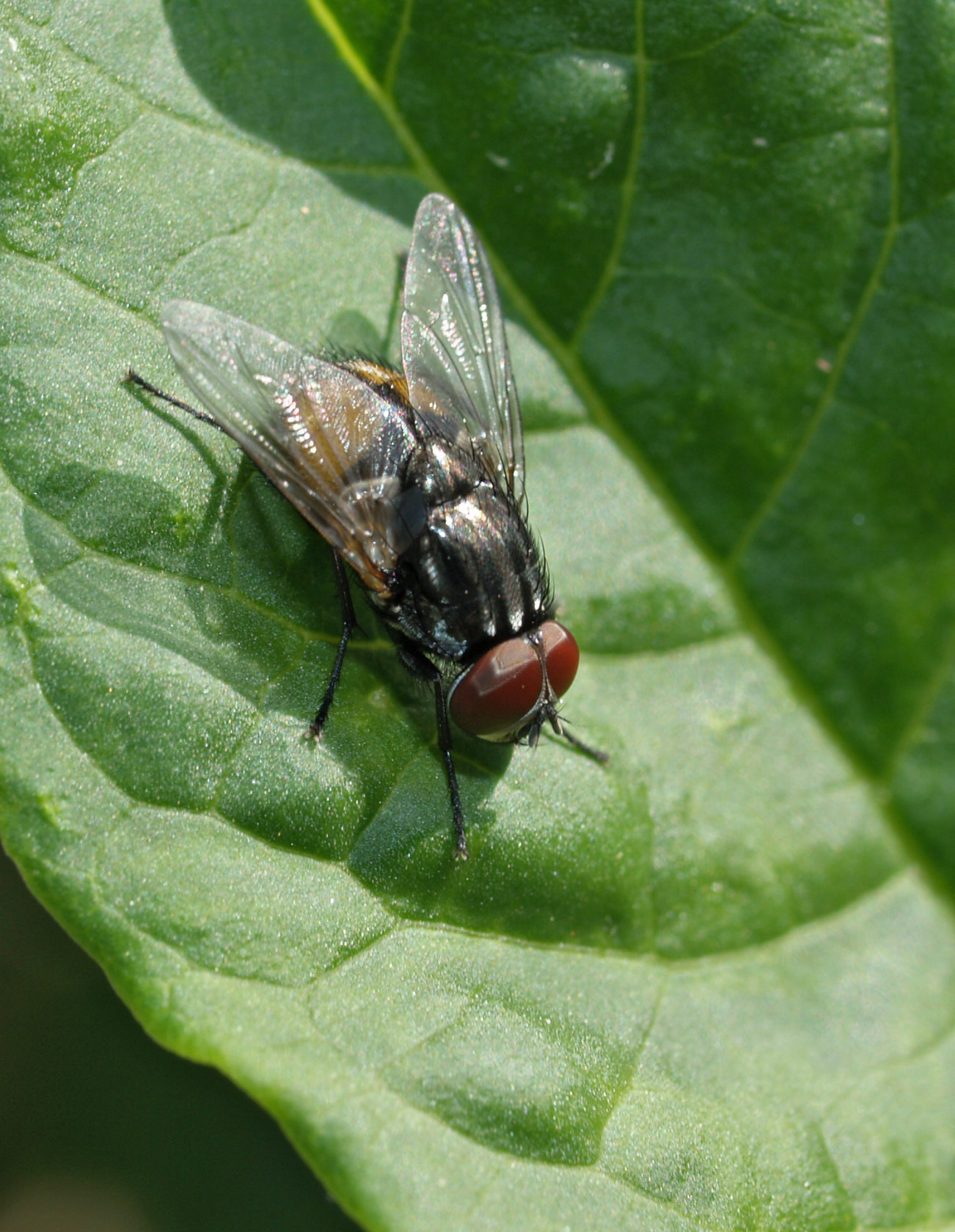

## Dottertaxa tillGraphomya, i alfabetisk ordning[1][2]
- Graphomya adumbrata
- Graphomya alaskensis
- Graphomya amazonensis
- Graphomya americana
- Graphomya amputatofassciata
- Graphomya arcuatofasciata
- Graphomya atripes
- Graphomya aurantioventris
- Graphomya aurata
- Graphomya auriceps
- Graphomya campbelli
- Graphomya chilensis
- Graphomya columbiana
- Graphomya connexa
- Graphomya cubana
- Graphomya eustolia
- Graphomya eximia
- Graphomya fascigera
- Graphomya fasciventris
- Graphomya hypocrita
- Graphomya idessa
- Graphomya interior
- Graphomya kovaci
- Graphomya leucomelas
- Graphomya luteiventris
- Graphomya maculata
- Graphomya mallochi
- Graphomya mediolinea
- Graphomya mellina
- Graphomya mendozana
- Graphomya meridionalis
- Graphomya mexicana
- Graphomya minor
- Graphomya minuta
- Graphomya occidentalis
- Graphomya opima
- Graphomya panamensis
- Graphomya parvinotata
- Graphomya paucimaculata
- Graphomya podexaureus
- Graphomya praedicens
- Graphomya rossi
- Graphomya rufitibia
- Graphomya rufiventris
- Graphomya setifrons
- Graphomya shoutedeni
- Graphomya stipata
- Graphomya superba
- Graphomya tienmushanensis
- Graphomya transitionis
- Graphomya uniseta
- Graphomya vittata